# Guidantonio Arcimboldi
Guidantonio Arcimboldi oder Guido Antonio Arcimboldi (* 15. Jahrhundert in Mailand; † 18. Oktober 1497 ebenda) war Erzbischof von Mailand.

## Leben
Als ältester Sohn von Nicolò Arcimboldo (maestro delle Entrate Straordinarie (Beamter für außerordentliche Steuern) von Filippo Maria Visconti) und Orsina Canossa (aus der Familie der Markgräfin Mathilde von Tuszien) wurde Guidantonio wie sein Bruder Giovanni in das Studium der Rechtswissenschaften eingeweiht und wie dieser schon in jungen Jahren an den Hof der Herzöge von Mailand eingeführt. Seine Jugend verbrachte er in besonderer Freundschaft mit Galeazzo Maria Sforza, von dem er in jeder Hinsicht begünstigt wurde. Im Jahr 1467 erhielt er Pandino als Lehen und 1470, nachdem er dieses an die herzogliche Kammer verkauft hatte, einige andere Ländereien in Oltrepò Pavese, bis er 1484 zum Lehnsherrn von Arcisate ernannt wurde. Er diente in der herzoglichen Armee, und für 1475 ist bekannt, dass er ein Gehalt von 150 Dukaten erhielt. Es ist jedoch nicht bekannt, welche Aufgaben er hatte; ein Beweis für seine Waffentätigkeit sind jedoch die militärischen Ämter, die er später bekleidete. Im Jahr 1476 unternahm er zusammen mit Gian Giacomo Trivulzio eine Pilgerreise ins Heilige Land. Ende Mai schiffte er sich in Venedig ein, besuchte die heiligen Stätten, kehrte Ende des Jahres nach Italien zurück und traf am 23. November in Rom und am 13. Dezember in Modena ein. Dort hielt er sich im Auftrag des Herzogs auf.
Am 6. Januar 1477, einige Monate vor seinem Bruder Giovanni, wurde er zum Mitglied des Geheimen Rates ernannt. Im folgenden Jahr wurde er von der Herzogin Bona von Savoyen zu Kaiser Friedrich III. geschickt, um ihn um die Einsetzung des Herzogtums Mailand zugunsten von Gian Galeazzo Maria Sforza zu bitten. Ebenfalls im Jahr 1478 wurde er zum herzoglichen Kommissar in Piacenza ernannt, wo er bis 1480 blieb und wertvolle Bauarbeiten durchführte. Am 15. September 1480 wurde er anstelle des verstorbenen A. Secchi zum Kommissar in Cremona ernannt. 1483 war er der Vertreter des Herzogs bei der Vereinbarung des Bündnisses der italienischen Staaten gegen Venedig; 1494 begleitete er, inzwischen Erzbischof von Mailand, die Nichte von Ludovico il Moro, die den Kaiser heiraten sollte, nach Deutschland. Bei seinem Aufenthalt in Deutschland hielt er Predigten pro Ablasshandel unter anderem in der kleinen Petrikirche in Burg (Dithmarschen).
1495 befand er sich in Genua, als er von einer Mission, wahrscheinlich nach Spanien, zurückkehrte, und 1496 war er in Venedig, um im Auftrag des Herzogs ein Bündnis zwischen Mailand und Venedig zu unterzeichnen. Trotz dieser Aufgaben und obwohl er 1489 zum Erzbischof von Alliano ernannt worden war, hatte er von 1484 bis 1497 ständig das Kommando über die Burgen von Trezzo und Pavia.
Als sein Bruder Giovanni am 2. Oktober 1488 starb, wurde er vom Herzog sofort als Erzbischof von Mailand vorgeschlagen. Die Ernennung fand am 23. Januar 1489 statt, und noch am selben Tag wurden die Bullen verschickt; am 14. Januar war er jedoch bereits feierlich als neuer Erzbischof in Mailand eingezogen. Obwohl er sich aufgrund seiner politischen und diplomatischen Tätigkeit manchmal von Mailand entfernte, hielt er sich meist in der Diözese auf und übte eine diskrete pastorale Tätigkeit aus. Sicherlich führte er einige Pastoralbesuche durch. Es gibt Aufzeichnungen und Urkunden über Besuche im Mailänder Dom im Juni 1489, in Santo Stefano in Brolio im März 1492, in der Pfarrkirche von Gorgonzola und in der Kirche von Sant’Andrea in Melzo im August 1493. Er erließ Reformmaßnahmen für einige Frauenklöster wie das der Augustinerinnen von Santa Maria Maddalena und Santa Marta in Mailand und San Martino in Monza; das der Benediktinerinnen von San Nazzaro in Bellusco hob er auf, weil es unreformierbar war. Er begünstigte die Hierolomiten (spanische Eremiten des heiligen Hieronymus), die ein Haus in Castellazzo vor den Toren Mailands gegründet hatten, und überließ ihnen das Kloster und die Pfarrei der Santi Cosmas e Damiano in der Stadt. Während seines Episkopats wurden auch einige Servitenklöster errichtet: eines in Vigevano und eines im Val San Martino an der Grenze zu Bergamo. Am 29. März 1492 segnete er den Grundstein der Tribüne der Kirche Santa Maria delle Grazie. Von 1493 bis 1497 ließ er den erzbischöflichen Palast auf einem Grundstück, das ihm der Herzog von Mailand geschenkt hatte, umgestalten und erweitern. Der neue Teil des Gebäudes, der Aarcimboldi-Hof, blieb unvollendet und wurde erst von Karl Borromäus fertiggestellt.
Die Predigten des heiligen Bernhardin von Feltre, der 1491 in Mailand weilte und dem es gelang, ihn mit den Minderbrüdern zu versöhnen, die sich damals mit dem Erzbischof über bestimmte Stolenrechte stritten, müssen ein gewisses Echo in ihm gefunden haben. Mit Toleranz und Mäßigung fragte er den Prediger der Observanten-Minderbrüder, Giuliano d’Istria, an, der in der Fastenzeit 1492 in Mailand die Themen der Predigten Savonarolas gegen den simoniac Papst aufgegriffen hatte. Ludovico il Moro bemühte sich, Guidantonio den Purpur zu verleihen; er verstarb jedoch am 18. Oktober 1497, ohne ihn erhalten zu haben. Sein Nachfolger war Ippolito I. d’Este, Bruder von Beatrice, Ehefrau von Ludovico il Moro, ernannt im Konsistorium vom 8. November 1497: also nicht sein Neffe Ottavio Arcimboldi, wie aus den Katalogen der Erzbischöfe von Mailand hervorgeht.